# 潘兴旺
潘兴旺（？—），男，汉族，中华人民共和国政治人物。现任浙江省基督教三自爱国运动委员会主席、浙江神学院院长，中国基督教协会常务委员。第十二、十三、十四届全国政协委员。